# Dasymaschalon filipes
Dasymaschalon filipes är en kirimojaväxtart som först beskrevs av Henry Nicholas Ridley, och fick sitt nu gällande namn av Nguyên Tiên Bân. Dasymaschalon filipes ingår i släktet Dasymaschalon, och familjen kirimojaväxter. Inga underarter finns listade i Catalogue of Life.